# Max Bubakoff
Max Bubakoff, vlastním jménem Pavel Boček (* 21. října 1971, Pardubice) je český spisovatel.
Max Bubakoff žije v Praze. Napsal gangsterskou novelu Okolnosti smrti S. H. a scénář ke komiksu Lucky Boy, který nakreslila Renata W. Společně s Adamem Butchem Kubíkem vytvořil scénář ke komiksu Space Trashers, postapokalyptickému sci-fi zombie slasheru s prvky černé grotesky, jemuž dala výtvarnou podobu Martina Tomalová. Jeho dalším počinem je komiks Linka, který realizoval společně s kreslířem Davidem Petrželkou. Max Bubakoff patří mezi tvůrce podobného naturelu jako například spisovatel Elmore Leonard nebo režisér a scenárista Guy Ritchie. Pro jeho díla je typický černý sarkastický humor, střídání úhlů pohledu a hojné užívání argotu. Kompozici buduje proplétáním několika dějových linií a metodou ostrého střihu, pomocí něhož dosahuje napětí. Příběh prozaické i grafické novely je zasazený do českého kriminálního prostředí. Komiks Space Trashers se odehrává v budoucnosti, většinou na palubě vesmírné lodi, případně na Zemi. Zápletka se rozvíjí kolem boje o zombifikační virus. Kriminální komiksový román Linka splétá nelineárně vyprávěné příběhy několika postav, které náhoda i zločinné úmysly svedly dohromady do nočního autobusu (viz recenze komiksu).
Pavel Mandys, někdejší redaktor časopisu Týden, v současnosti píšící pro internetový literární časopis iLiteratura.cz, se systematicky věnuje recenzím komiksů a o komiksu Lucky Boy řekl, že „...dosti převyšuje neduživou českou tvorbu v tomto komiksovými fanoušky docela oblíbeném žánru“ (viz tištěné vydání časopisu Týden, č. 23/2008, str. 85). Někteří kritici vyčítají Maxi Bubakoffovi, že používá přemíru vulgarismů, jiní považují jazyk jeho postav za specifický rys žánru spojeného se zločineckými skupinami a nižšími sociálními vrstvami.

## Dílo
- Okolnosti smrti S. H., Netopejr, Praha 2005 – novela
- Lucky Boy, Netopejr, Praha 2008 – scénář komiksu
- Space Trashers, Netopejr, Praha 2012 – scénář ke komiksu, napsaný společně s Adamem Butchem Kubíkem, realizován kreslířkou Martinou Tomalovou
- Okolnosti smrti S.H. – filmový scénář ke stejnojmenné knize (2009)
- Linka, No Limits ART s.r.o., Praha 2021 – scénář ke komiksu, realizován kreslířem Davidem Petrželkou